# جعمان
جعمان، روستایی در دهستان مشایخ  از توابع شهرستان کیار در استان چهارمحال و بختیاری است.

## جمعیت
این روستا در دهستان ناغان قرار دارد و براساس سرشماری مرکز آمار ایران در سال ۱۳۸۵، جمعیت آن ۲۳۹ نفر (۶۲خانوار) بوده‌است.